# Лащи
Ла́щи — река в России, протекает в Республике Татарстан и Чувашской Республике. Левый приток реки Свияги.

## География
Река Лащи берёт начало у села Лащ-Таяба Яльчикского района Чувашии (по другим данным — река образуется слиянием двух водотоков, берущих начало у села Лащ-Таяба Яльчикского района Чувашской Республики и у села Верхние Лащи Буинского района Республики Татарстан). Течёт на восток по открытой местности по территории Буинского района Татарстана. Устье реки находится севернее села Черки-Кощаково, в 3 км к востоку от села Средние Лащи, в 103 км по левому берегу реки Свияги.

## Гидрография
Длина реки составляет 22 км. Площадь бассейна 100,5 км². Абсолютная высота истока 160 м, устья — 63 м. Территория водосбора практически лишена лесной растительности. Река имеет 9 притоков длиной от 0,8 до 2,7 км. Густота речной сети 0,33 км/км². Питание смешанное, с преобладанием снегового. Модуль подземного питания 0,1 л/(с⋅км²). Средний многолетний слой годового стока в бассейн 74 мм, слой стока половодья — 65 мм.
Весеннее половодье начинается в конце марта. Ледостав образуется в конце ноября. Средний многолетний меженный расход воды в верхнем течении 0,012 м³/с, в низовьях река пересыхает. Вода умеренно жёсткая (3-6 мг-экв/л) весной и жёсткая (6-9 мг-экв/л) зимой и летом. Общая минерализация 200—300 мг/л весной и 700—1000 мг/л зимой и летом.

## Данные водного реестра
По данным государственного водного реестра России относится к Верхневолжскому бассейновому округу, водохозяйственный участок реки — Свияга от села Альшеево и до устья, речной подбассейн реки — Волга от впадения Оки до Куйбышевского водохранилища (без бассейна Суры). Речной бассейн реки — (Верхняя) Волга до Куйбышевского водохранилища (без бассейна Оки).
Код объекта в государственном водном реестре — 08010400612112100002591.